# Jatavis Brown
Jatavis Brown (Belle Glade, 18 febbraio 1994) è un giocatore di football americano statunitense che ha militato nel ruolo di linebacker nella National Football League (NFL).

## Carriera professionistica

### San Diego Chargers
Al college, Brown giocò a football all'Università di Akron. Fu scelto nel corso del quinto giro (175º assoluto) del Draft NFL 2016 dai San Diego Chargers. Debuttò come professionista subentrando nella gara del primo turno contro i Kansas City Chiefs mettendo a segno 2 tackle. Nel sesto turno fu premiato come rookie della settimana dopo avere fatto registrare 14 tackle, un sack e un fumble forzato nella vittoria sui Denver Broncos campioni in carica. A fine stagione fu inserito nella formazione ideale dei rookie dalla Pro Football Writers of America dopo avere totalizzato 79 tackle, 3,5 sack e 2 fumble forzati in 12 presenze, 7 delle quali come titolare.

### Philadelphia Eagles
Il 27 marzo 2020, Brown firmò un contratto di un anno con i Philadelphia Eagles. Il 9 agosto 2020 annunciò il suo ritiro.

## Palmarès
- Rookie della settimana: 1

6ª del 2016
- PFWA All-Rookie Team - 2016

## Statistiche
| Partite totali      | 12  |
| Partite da titolare | 7   |
| Tackle totali       | 79  |
| Sack                | 3,5 |
| Intercetti          | 0   |
| Fumble forzati      | 2   |

Statistiche aggiornate alla stagione 2016